# Rainieria uda
Rainieria uda är en tvåvingeart som beskrevs av Cresson 1930. Rainieria uda ingår i släktet Rainieria och familjen skridflugor.
Artens utbredningsområde är Honduras. Inga underarter finns listade i Catalogue of Life.